# 白马之战
白马之战是东汉末年袁绍和曹操在华北决战官渡时的一系列战斗中的第一次战斗。曹操军派出关羽斩杀袁绍军大将颜良，并放弃了白马（今河南滑县）以保卫更具战略重要性的官渡。

## 背景
汉献帝初平元年（190年）前后，东汉陷入群雄割据状态。经过数年的重组和兼并，华北被两位军阀以黄河为界一分为二：显赫的袁绍在河北，他的旧盟友曹操在河南。显然一场冲突在所难免，双方都迅速聚集军队在黄河沿岸防守。
当时，白马在黄河南岸，对面即军事重镇黎阳。白马和黎阳间的渡口作为袁、曹领地的南北通道，极其重要。八月（199年9月8日 - 10月7日），曹操亲自进军黎阳近郊诱敌，让东郡太守刘延屯白马，以使曹操军在第一线防御袁绍时能对袁绍的堡垒一目了然。曹操又把注意力转移到南面具有地利的官渡，于是守御白马只剩延缓敌军渡河进军的意义了。
曹操还在附近的延津安排了于禁的两千军队，回师许昌作进一步备战。汉献帝建安五年（200年）正月（2月3日 - 3月2日），曹操扑灭了刘备在徐州的叛乱后，重返官渡前线。

## 战役
二月（3月3日 - 4月1日），袁绍派将领颜良率郭图、淳于琼渡河攻刘延于白马，自己留在黎阳后方作渡河之势。此前，谋士沮授反对让颜良主攻，称他虽勇却性急，不可单任，但他的意见被袁绍忽略。
刘延的白马的小股驻军显然进行了一些顽强抵抗，这场围攻历时至少32天；直至四月（5月2日 - 5月30日），促使曹操率军解白马之围。即使曹操原本认为白马可以放弃，此时也因刘延的顽强抵抗赢得时间回复人力、物力和士气而得到鼓舞了。
因来自黎阳的袁绍军多于曹操军，曹操军师荀攸建议声东击西，分割袁绍军，消灭无备的颜良。曹操依计而行，进军延津作渡河攻袁绍后方状。袁绍见受到威胁，从黎阳分兵向西沿黄河北岸防御，中了计。曹操迅速率轻骑兵东进白马，在前哨以西十里遭遇了惊骇的颜良。曹操命张辽和刘备兵败徐州后新降的关羽为先锋。关羽远远望见颜良麾盖，杀入军中，斩其首而还。白马之围遂溃。

## 后果
白马得胜后，曹操认为在白马的前哨守不住，将其中的人和军备向西运往延津，但白马的百姓并不愿意跟着曹操走。袁绍渡河追击，在黄河南岸攻击运粮车队。由此引发了延津之战，这支劫掠粮食的军队被诱入曹操设下的埋伏，袁绍又一名猛将文醜被杀。曹操大挫敌军锐气，顺利撤回官渡，并已准备在官渡决战了。
关羽因功被封为汉寿亭侯，但他认为杀颜良帮了曹操的大忙，足以回报曹操的厚待，放弃了曹操的全部赏赐并留书出走，重归刘备。曹操敬慕关羽的忠诚，不许部将追赶。

## 演义
罗贯中的章回小说《三国演义》在第25章提及了白马之战，叙述如下：
颜良率先锋军10万，攻刘延于白马。刘延屡次告急，曹操派15万军队兵分三路解白马之围。关羽新降曹操并得了很多赏赐，希望参加对颜良作战以回报曹操的厚待。曹操亲率5万迎战颜良，但被颜良部下精兵整齐的阵势所震慑。吕布旧将宋宪、魏续相继请求与颜良单挑，都很快被杀。徐晃出马战颜良，大约二十合后败走。双方休战。
在谋士程昱建议下，曹操召见关羽，但怕他一旦回报了自己的善待就会离开。次日，颜良军列好阵，关羽陪曹操坐在小山顶向下看，远远看见了颜良的麾盖。关羽跨上赤兔马冲入敌军。颜良未及反应，即被关羽所杀。关羽割下颜良首级绑在马脖子上，顺利返回。颜良军士气大损，陷入混乱，为曹操提供了进攻的机会。曹操在白马之战中获胜，杀敌军无数，还劫夺了很多物资。